# Collegium St. Hieronymi

Das Kollegium (Konvikt) des hl. Hieronymus im 17. Jahrhundert

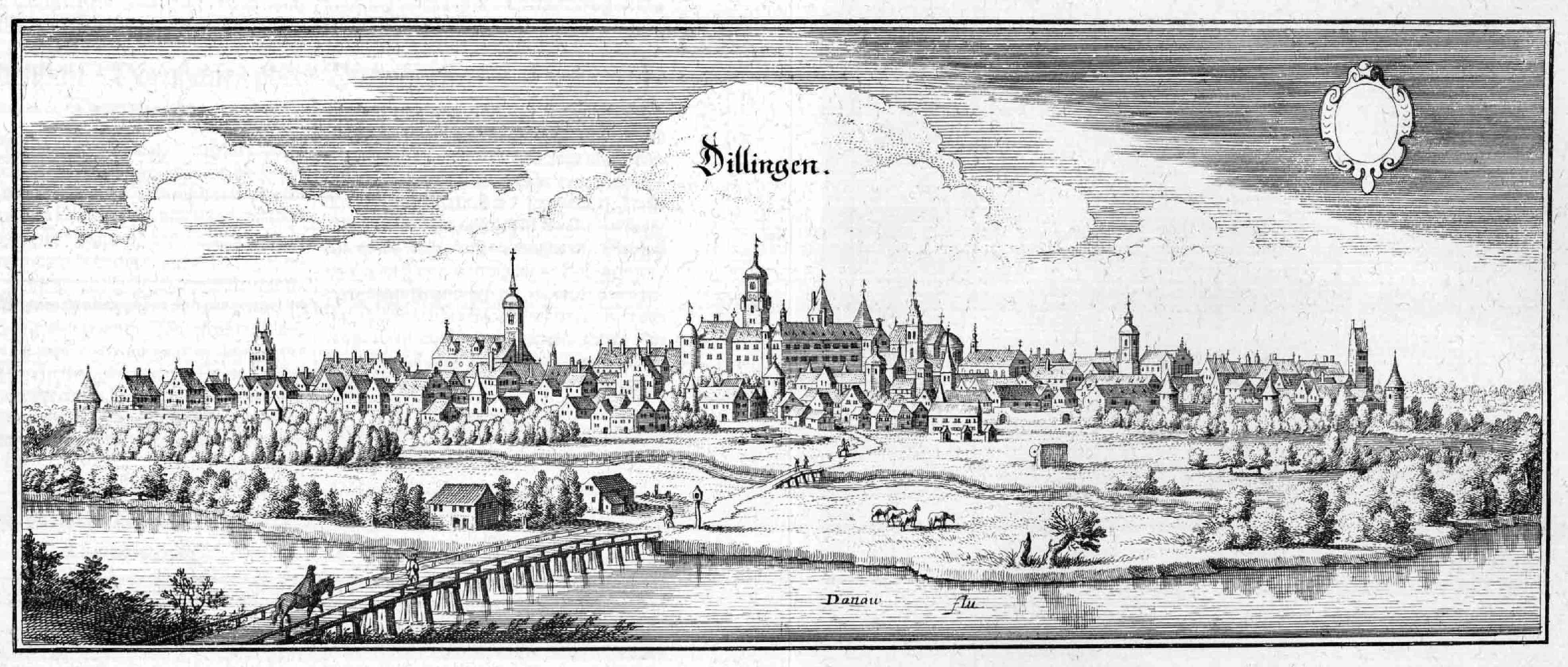
Dillingen um 1650, links Studienkirche Mariä Himmelfahrt des Jesuitenkollegs

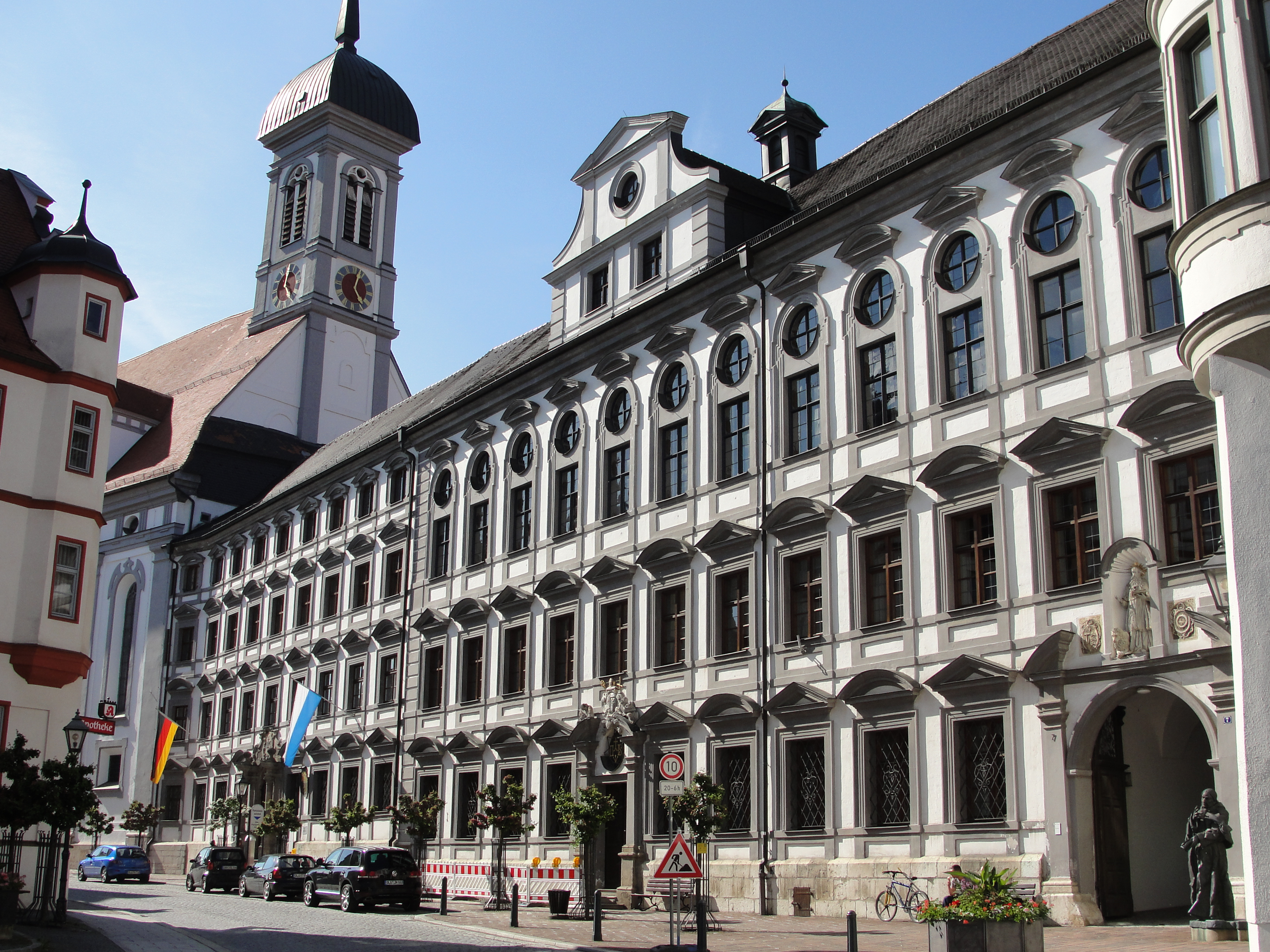
Ehemalige Universität mit Studienkirche

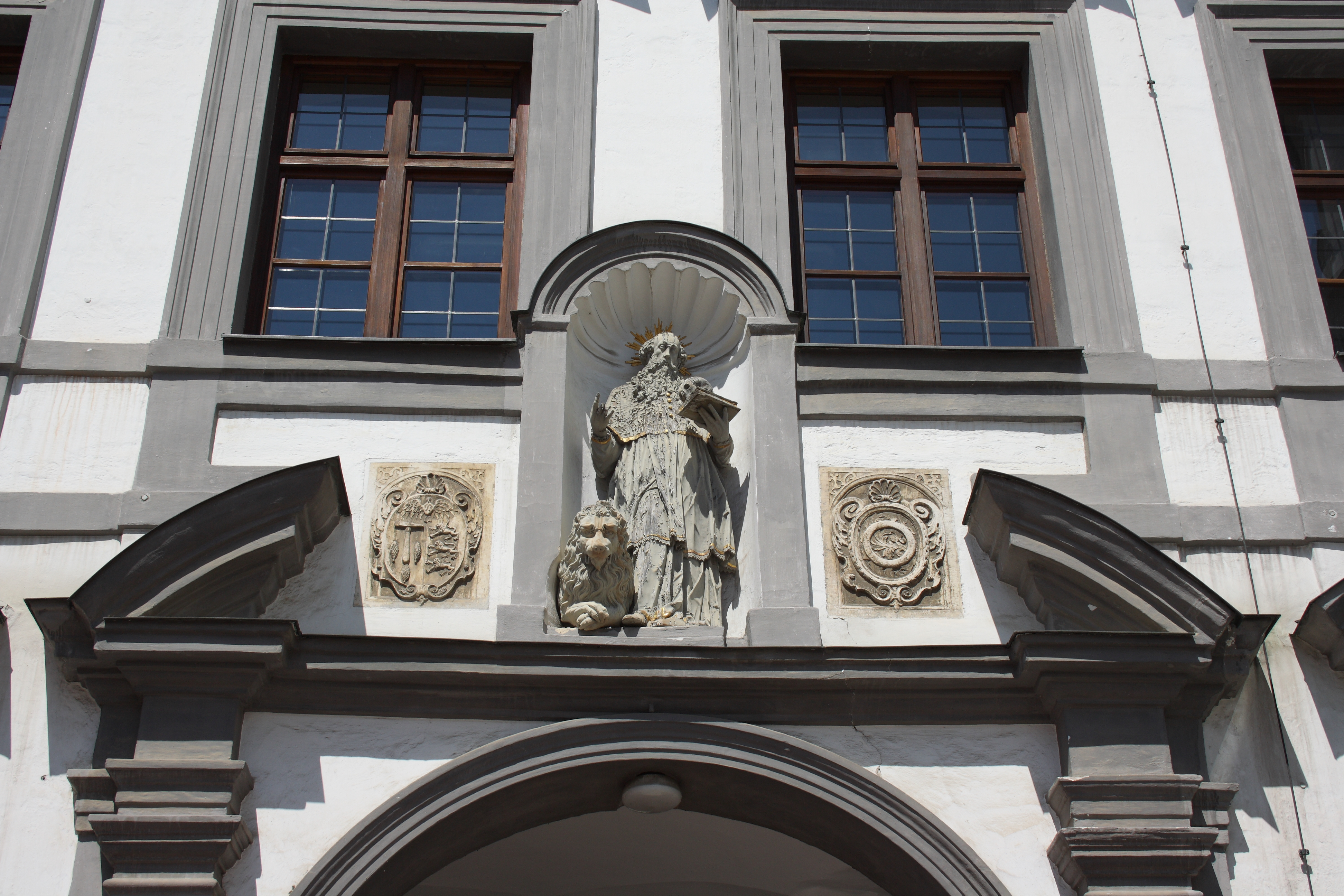
Skulptur des heiligen Hieronymus über dem Eingang der ehemaligen Jesuitenuniversität

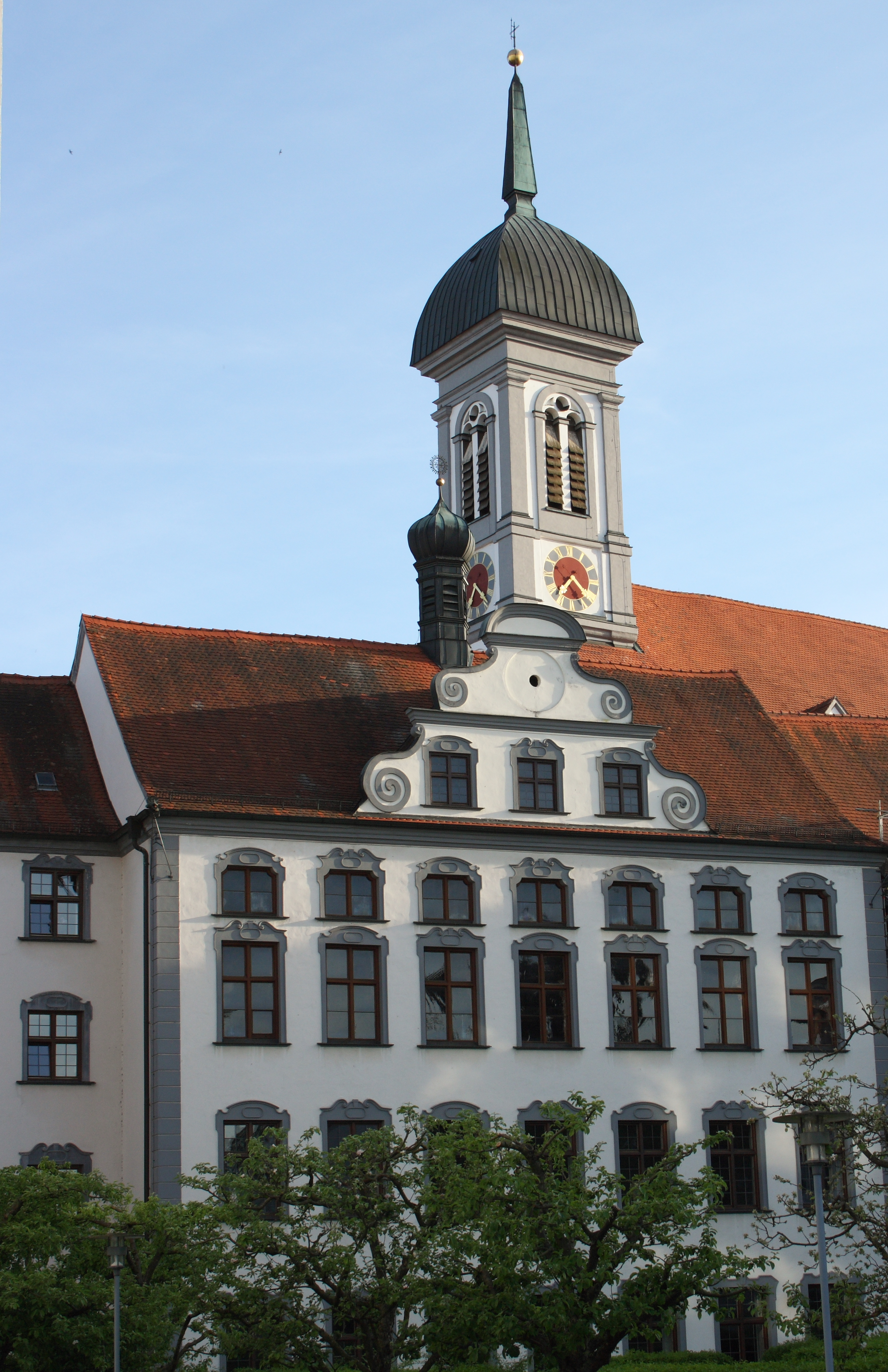
Studienkirche und Gebäude der Akademie für Lehrerfortbildung und Personalführung in Bayern

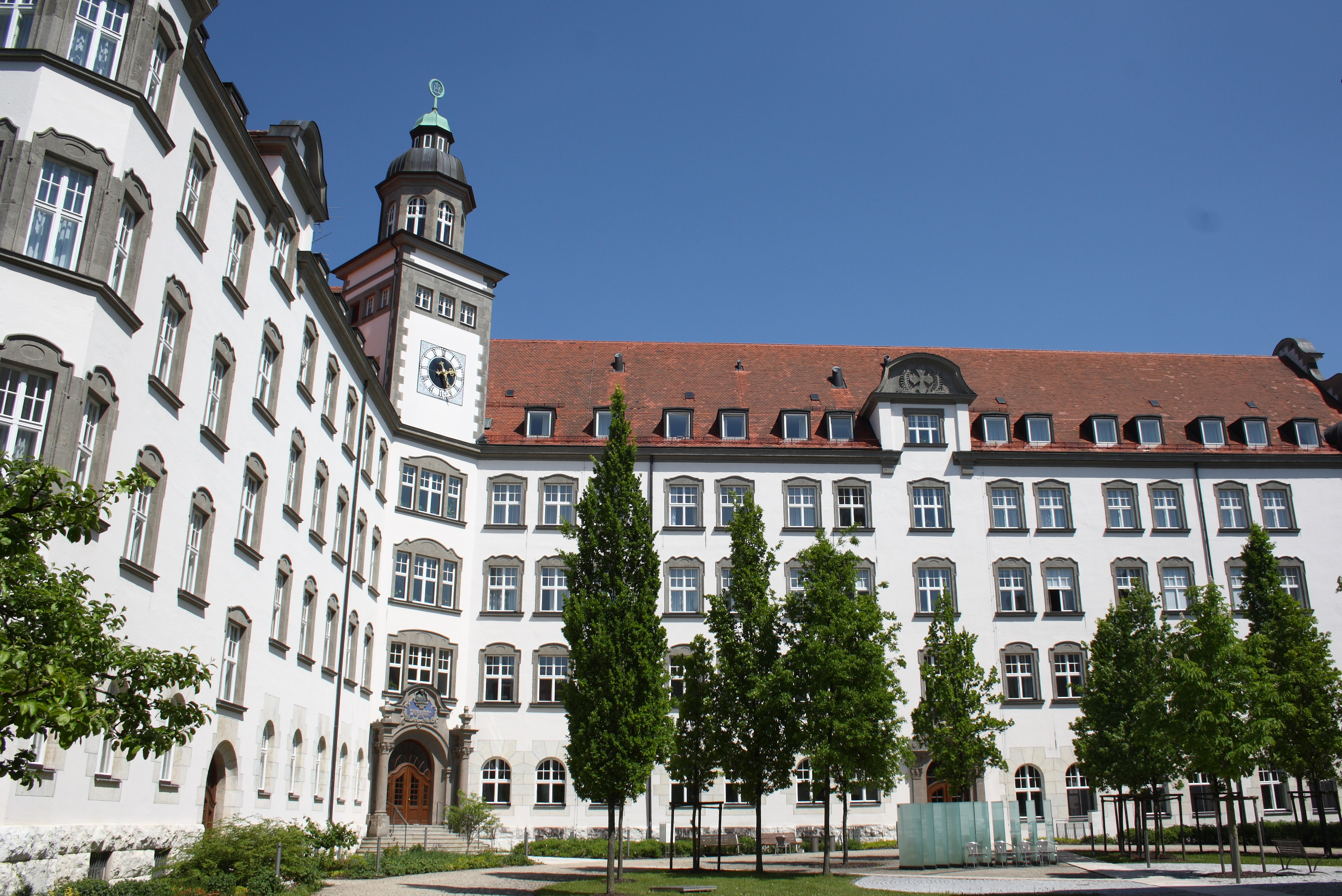
Neubau des Konvikts von 1910 auf dem Gelände des ehemaligen Jesuitenkollegs

Das Collegium St. Hieronymi wurde 1549 von Kardinal Otto Truchsess von Waldburg (1514–1573), Fürstbischof von Augsburg, in Dillingen an der Donau, einer Stadt im bayerischen Regierungsbezirk Schwaben, als Hochschule mit Gymnasium gegründet. Es war der Vorläufer der bis 1803 bestehenden Universität Dillingen und des heutigen Johann-Michael-Sailer-Gymnasiums. Von 1563 bis 1773 stand es unter der Leitung der Jesuiten. Die Gebäude gehören heute zur Akademie für Lehrerfortbildung und Personalführung.

## Gründung
1549 gründete Kardinal Otto Truchsess von Waldburg, der seit 1543 Fürstbischof von Augsburg war, in Dillingen mit Genehmigung des Papstes Paul III. (1468–1549) das Collegium St. Hieronymi, das auch als Collegium litterarum bezeichnet wurde. Als bischöfliche Akademie sollte es vor allem der Ausbildung von Klerikern dienen. Zu dem Collegium gehörten neben der Hochschule, in die ein Gymnasium integriert war, ein Priesterseminar und ein Konvikt. Hier sollte, abgeschirmt von den Einflüssen der Reformation, den süddeutschen Adelssöhnen eine katholische Erziehung vermittelt werden. Außerdem sollte dort eine qualifizierte Priesterausbildung gewährleistet werden.
Dillingen war seit 1258 eine Residenz der Fürstbischöfe von Augsburg, nachdem Hartmann V., Bischof von Augsburg und letzter Sohn des Grafen Hartmann von Dillingen, sein Erbe einschließlich der Burg und der Stadt Dillingen dem Hochstift Augsburg geschenkt hatte. Da die Fürstbischöfe von der Augsburger Bürgerschaft in ihren Rechten immer stärker eingeschränkt wurden, bauten sie ab der Mitte des 15. Jahrhunderts das Schloss in Dillingen zu ihrer Hauptresidenz aus. Bereits Peter von Schaumberg (1388–1469), von 1424 bis 1469 Fürstbischof von Augsburg, hatte die Verwaltungs- und Gerichtsbehörden des Hochstifts Augsburg nach Dillingen verlegt. Otto Truchsess von Waldburg hielt die Residenzstadt Dillingen bestens geeignet für die Gründung einer geistlichen Ausbildungsstätte. Hierfür wurden kleinere Orte bevorzugt, in denen die Zöglinge leichter als in größeren Städten überwacht und von Ablenkungen und Verführungen ferngehalten werden konnten.
Die Einrichtung sollte – neben 100.000 Gulden aus dem Privatvermögen des Kardinals – mit den Einkünften der Klöster in Schwaben ausgestattet werden, die in der Folge der Reformation verwaist waren. Da diese Klöster bereits von protestantischen Städten in Besitz genommen worden waren, gelang es dem Collegium erst mit Hilfe des Kaisers Karl V., seine Forderungen durchzusetzen. So erhielt es Zahlungen von den Städten Augsburg und Memmingen und Karl V. überließ ihm die Einkünfte aus dem Kloster Unterliezheim. Auch das Kloster Herbrechtingen musste dem Kolleg Abgaben entrichten.
Die ersten Professoren kamen von der Universität Löwen wie Peter Endavian, Herlen von Rosenthal und Martin Rithow. Aus Paris kam der Spanier Martin Olave und aus Spanien der Dominikaner Pedro de Soto, der Beichtvater von Kaiser Karl V.

## Unterricht
Die Ausbildung umfasste drei Unterrichtsstufen: Artes ingenuae oder Artes liberales (dem Gymnasium entsprechend), Philosophie und Theologie. Der Übergang vom Gymnasium zur Hochschule erfolgte nach bestandener Abschlussprüfung. Alle drei Bereiche unterstanden dem gleichen Rektor. Die Lehrbefugnis war in drei Grade eingeteilt: Baccalaureatus, Lizenziat, Magisterium bzw. Doktorat in der Theologie. Die Insignien für das Baccalaureat waren ein grüner Lorbeerkranz, für das Lizenziat eine Magistermütze, für das Magisterium Buch, Hut und Ring und für alle drei Grade ein langer Mantel.
Im Jahr 1550 wurde mit dem Unterricht in drei Klassen an der Inferiora (Gymnasium) und in zwei Klassen mit dem Theologiestudium begonnen. Am Gymnasium unterrichteten drei Lehrer von morgens acht bis zehn und nachmittags von drei bis fünf Uhr. Gegenstand des Unterrichts waren lateinische Grammatik, Rhetorik, Ciceros Briefe und Reden, Horaz und Vergil. Dichter und Historiker sollten „mit großer Vorsicht erklärt“, die antiken Komödienautoren dagegen nicht behandelt werden. Außerdem gab es zweimal in der Woche eine halbe Stunde Gesangsunterricht. Theologie wurde von zwei Lehrern unterrichtet, morgens von sieben bis acht und nachmittags von eins bis drei.
Im Schuljahr 1551/52 verfügte die Inferiora, die später durch eine Rudimenta und Principia (Lateinschule) ergänzt wurde, bereits über sechs Lehrkräfte. Die Lehrer der unteren Klassen wurden als Praeceptores bezeichnet, die der Oberklasse als Magistri. Der Unterricht wurde in lateinischer Sprache erteilt. Alle sechs Monate fanden Prüfungen statt und es wurde über die Versetzung in die nächste Klasse entschieden. Für die philosophischen Studien waren vier Professoren vorgesehen, zwei für Dialektik und Logik und zwei für Metaphysik, die zwei Stunden am Vormittag und zwei Stunden am Nachmittag lehrten. Das Theologiestudium umfasste scholastische Theologie, das Studium der Heiligen Schrift und Pastoraltheologie. An jedem Montag und Samstag waren öffentliche Disputationen in Philosophie und an jedem Freitag in Theologie vorgesehen.
Da die Unterrichtsräume nicht geheizt wurden, mussten die Schüler im Winter mit Mantel und Kopfbedeckung am Unterricht teilnehmen.

## Statuten
Das Schuljahr begann am ersten Oktober und endete am 30. September, dem Festtag des heiligen Hieronymus. Längere Ferien waren nicht vorgesehen, nur an Weihnachten, Fastnacht, Ostern und Pfingsten durften die Schüler für wenige Tage nach Hause.
Ab 1643 wurden Herbstferien vom 8. September bis 21. Oktober eingeführt.
Jeder, der aufgenommen werden wollte, musste sich zum katholischen Glauben bekennen. Täglich sollte sich das gesamte Kolleg morgens und abends zum Gebet versammeln. Einmal im Monat sollten die Sakramente der Buße und der Kommunion empfangen werden. Am Religionsunterricht, der in der Kirche stattfand, war die Teilnahme aller vorgeschrieben. Die Lehrer sollten mit „Geduld, Liebe und Ernst“ ihre Schüler unterweisen.
Das Gelände des Collegiums durfte nur zum Kirchgang, zum Unterricht und zu den Spaziergängen verlassen werden. Als Kleidung war vorgeschrieben ein Talar, „bis an die Waden reichend“, Barett und Chorrock. Der Hut sollte „keine Federn, Blumen oder ähnlichen leichtfertigen und unheiligen Schmuck haben“. Wirtshausbesuche und Baden in der Donau waren verboten, ebenso der Umgang mit „verdächtigen Personen“ oder der Besitz „verdächtiger Bücher“. Auch durften keine Waffen getragen werden.
Damit sich die Vorschriften den Zöglingen einprägten, sollten die Statuten jeden Monat verlesen werden.

## Erhebung zur Universität

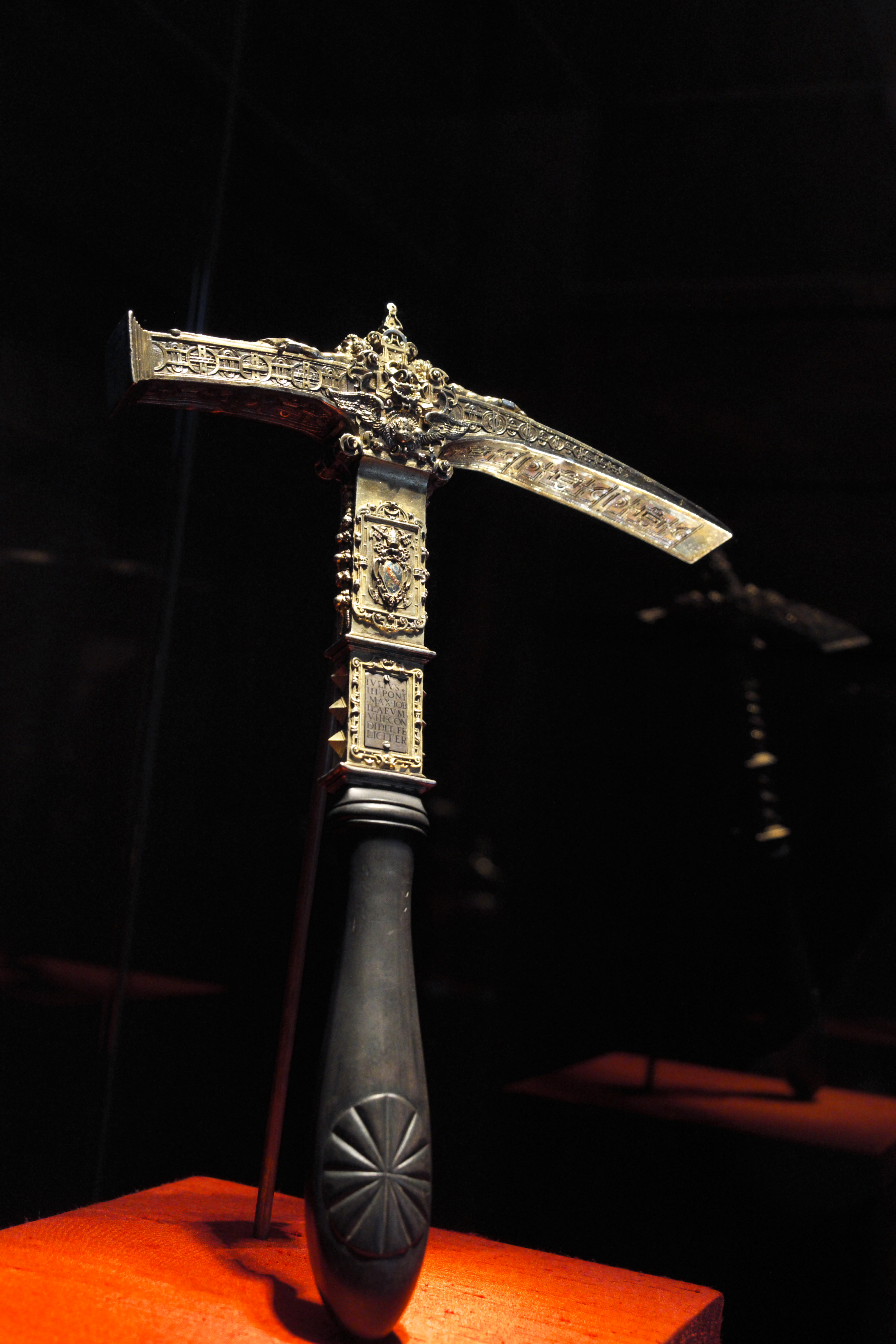
Dillinger Hammer im Bayerischen Nationalmuseum in München

Am 22. Februar 1550 wurde die päpstliche Erlaubnis von Julius III. (1487–1555) bestätigt, der die Hochschule am 6. April 1551 in den Rang einer Universität erhob und mit den dazugehörigen Privilegien ausstattete. Am 30. Juni 1553 bestätigte Kaiser Karl V. die Rechte der Universität und am 21. Mai 1554 nahm der Abt des Klosters Heilig Kreuz von Donauwörth als Vertreter des vom Papst zur Promulgation beauftragten Bischofs von Speyer deren feierliche Eröffnung vor. Dem Rektor, Herlen von Rosenthal, wurden die Insignien bestehend aus rotem Mantel, silbernem Zepter und Siegel verliehen.

## Wappen

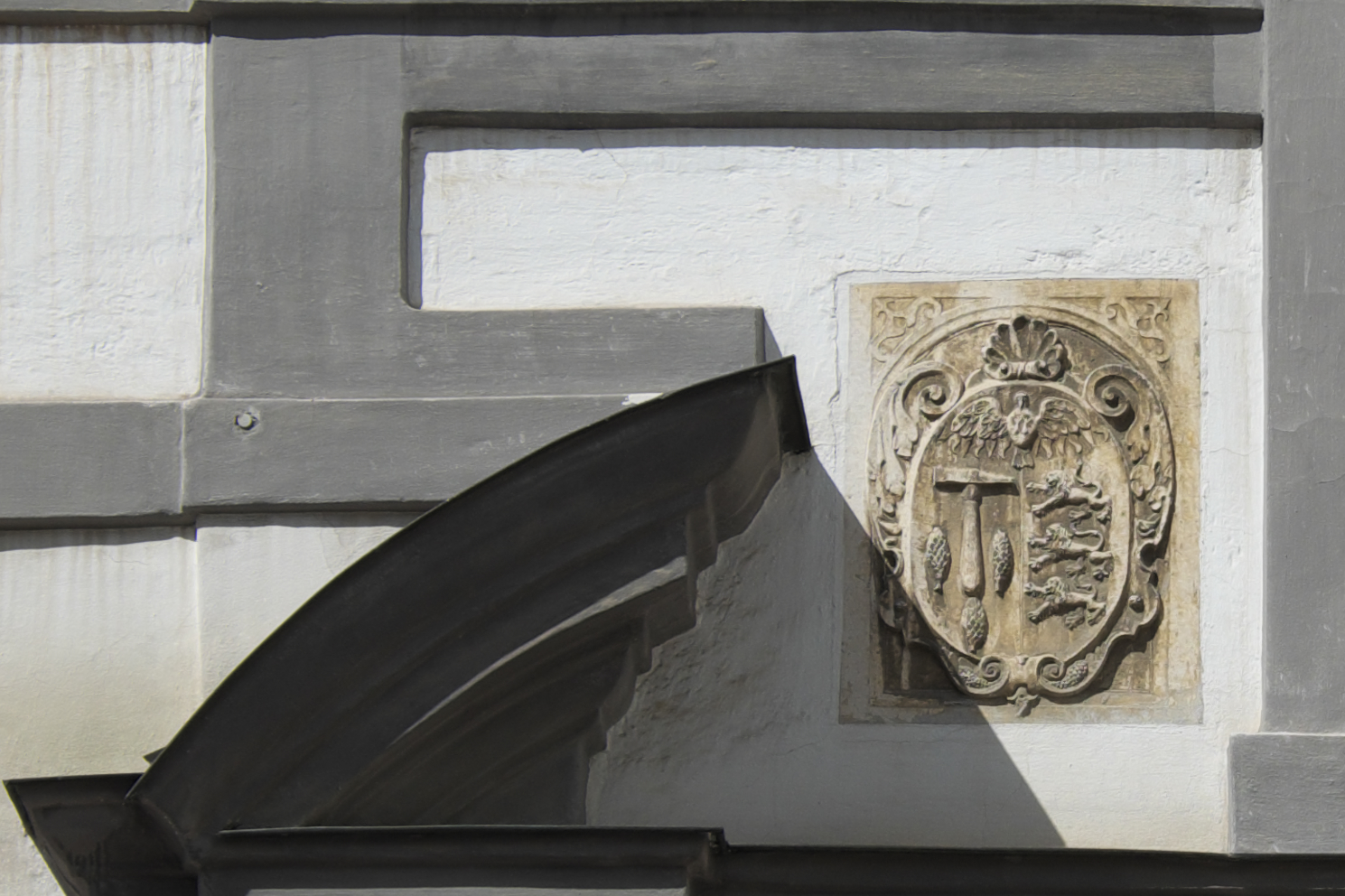
Wappen der Universität Dillingen

Mit dem Siegel erhielt die Universität ein Wappen. Es war in ein blaues und ein gelbes Feld unterteilt. Im blauen Feld befand sich ein Hammer (Dillinger Hammer) mit der Inschrift Julius III. Jubilaeum VIII. condidit feliciter (Julius III. eröffnete glücklich das achte Jubeljahr). Er sollte den Hammer darstellen, mit dem Papst Julius III. die Heilige Pforte des Petersdomes geöffnet und das im Jahr 1550 begangene Heilige Jahr eingeleitet hatte. Diesen Hammer schenkte der Papst dem Kardinal Otto Truchsess von Waldburg. Umgeben war der Hammer von drei Tannenzapfen, die wie die drei Löwen, die im gelben Feld abgebildet waren, zum Familienwappen des Kardinals gehörten. Über beiden Feldern schwebten eine Taube und Feuerzungen als Symbol des Heiligen Geistes. Darüber stand die Inschrift: Verba mea quasi ignis et malleus conterens petram (Meine Worte sind wie das Feuer und bezwingen wie der Hammer den Stein).

## Jesuitenkolleg

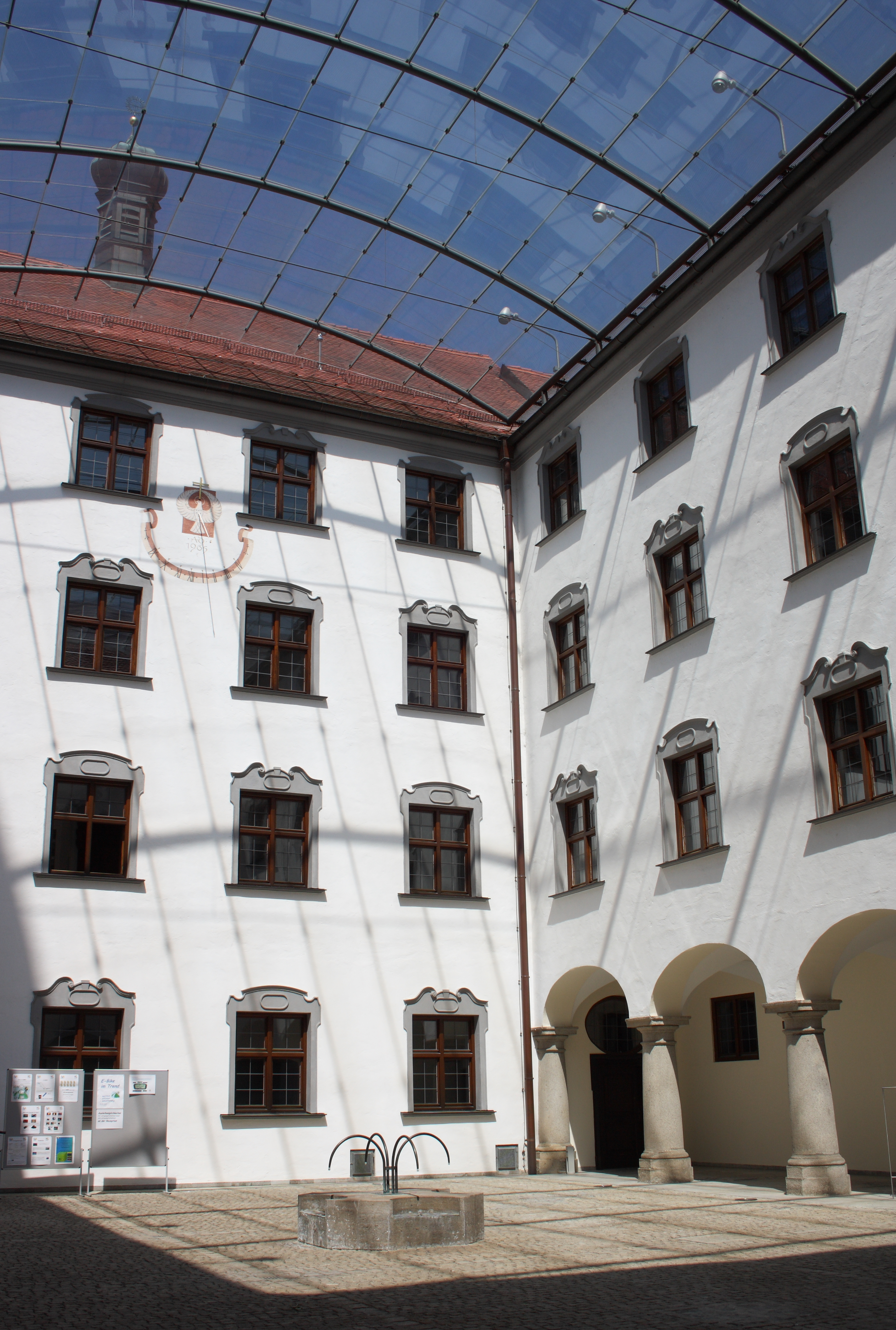
Innenhof des ehemaligen Jesuitenkollegs

Anfangs hatte die junge Universität große Schwierigkeiten, ausreichend Lehrkräfte zu bekommen und zu halten. Häufig nahmen diese bereits nach kurzer Zeit interessantere Angebote an und wanderten in attraktivere Orte ab. Kardinal von Waldburg beabsichtigte aus diesem Grund, mit der Leitung einen geistlichen Orden zu betrauen, der imstande sein würde, die Professorenstellen zu besetzen und einen durchgängigen Lehrbetrieb sicherzustellen. Zu diesem Zweck sollten Dominikaner aus Spanien für Dillingen geworben werden, was allerdings scheiterte. Außerdem war man in Dillingen den Spaniern gegenüber nicht besonders freundlich gesinnt und bezeichnete das Collegium St. Hieronymi spottweise als „Collegium gallicum“, in Anspielung auf die aus dem Ausland stammenden Lehrkräfte. Auch waren die Dominikaner durch den Ablassprediger Johann Tetzel in Misskredit geraten.
1563/64 übertrug Kardinal Otto Truchsess von Waldburg die Leitung des Collegiums dem 1534 von Ignatius von Loyola gegründeten Jesuitenorden, der diese bis zur Aufhebung des Ordens 1773 innehatte. Am 30. Oktober 1563 trafen die ersten Jesuiten in Dillingen ein, unter ihnen Covillonius, Stephan Liberius, Hieronymus Torrensis, Conrad Schwager, Albertus Viennensis, Christoph Herrera. Am 17. August 1564 übergab Kardinal von Waldburg die Insignien der Universität (Mantel, Schlüssel, Siegel, Zepter) Petrus Canisius, der sie als Ordensprovinzial von Deutschland im Namen der Jesuiten entgegennahm. Als neuen Rektor bestimmte er seinen Neffen Heinrich Dionysius aus Köln.

### Anzahl der Schüler und Studenten
Nach Hermann Muzell sind im 16. und 17. Jh. folgende Zahlen von Schülern und Studenten belegt:
- 1563: 300 Schüler und Studenten
- 1573: 500 Schüler und Studenten
- 1582: 600 Schüler und Studenten
- 1600: 650 Schüler und Studenten
- 1605: 760 Schüler und Studenten

Im Jahr 1607 besuchten allein das Gymnasium 463 Schüler und 1631/32, inmitten des Dreißigjährigen Krieges, noch 304 Schüler. 1634/35 sank die Zahl auf 63 Schüler. Erst nach dem Dreißigjährigen Krieg wurde wieder eine Zahl von 200 Schülern erreicht.
Neben den im Collegium wohnenden Schülern und Studenten gab es noch die Pauperes St. Hieronymi oder Ollarii (von lat. olla Kochtopf), Studenten, die in der Stadt wohnten und an einem besonderen Tisch ein kostenloses Mittagessen bekamen.

### Universitätsdruckerei
Bereits 1560 hatte Kardinal von Waldburg die Buchdruckerei von Sebald Mayer, dem ersten Dillinger Buchdrucker, in Dillingen gekauft, nachdem er in Schretzheim eine Papiermühle gegründet hatte. 1568 schenkte er die Druckerei der Universität, in deren Besitz sie bis 1675 blieb. Die Jesuiten waren somit in der Lage, ihre eigenen Lehrbücher für das weit verzweigte Netz ihrer Schulen zu drucken.

### Juristische und medizinische Fakultät
1625 wurde die Universität durch eine Fakultät für Kirchenrecht erweitert und 1629 durch eine Fakultät für Zivilrecht. In der Mitte des 18. Jahrhunderts kam eine medizinisch-chirurgische Abteilung hinzu.

### Theater
Großen Wert legten die Jesuiten bei der Erziehung auf das Theaterspielen. Zum Jahresabschluss, an Fastnacht und bei besonderen Anlässen führten die Schüler und Studenten Theaterstücke auf, zu denen auch gegen Eintritt die Bevölkerung zugelassen war. Zunächst fanden diese Aufführungen im Hof des Kollegs statt, später gab es dafür einen eigenen Theatersaal.

## Gebäude

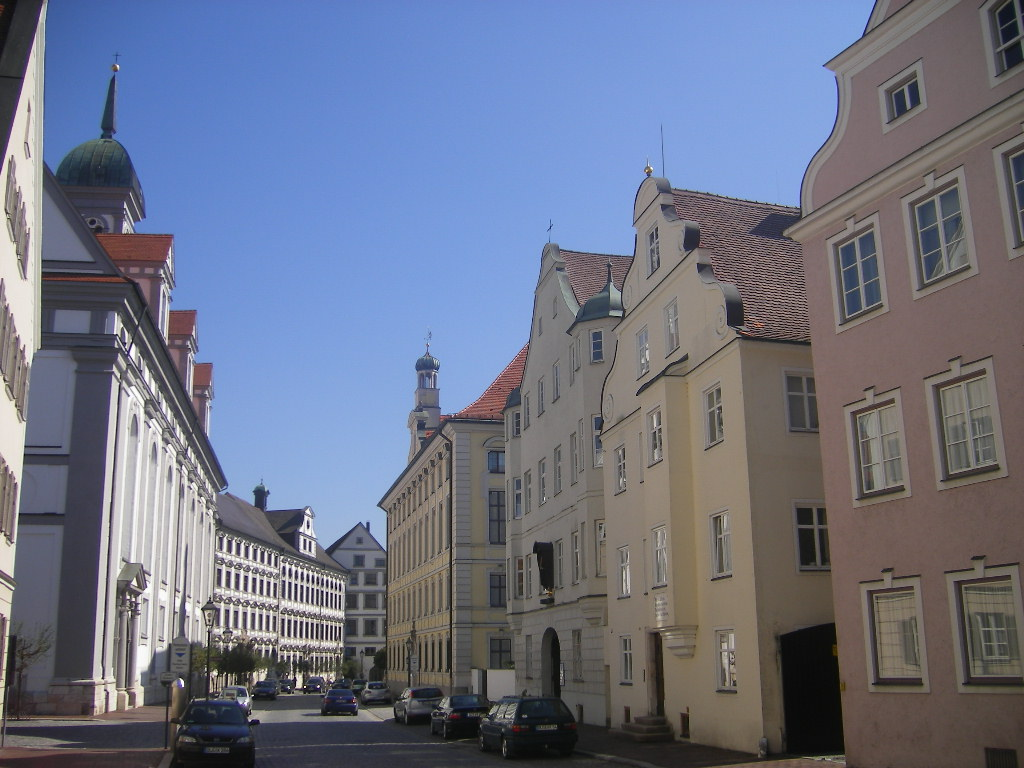
Studienkirche Mariä Himmelfahrt und ehemalige Universität Dillingen, gegenüber das alte Gymnasium, heute Studienbibliothek Dillingen

Der Unterricht fand zunächst in einzelnen, behelfsmäßig miteinander verbundenen Häusern gegenüber der noch heute bestehenden Oberen Apotheke statt. 1557 wurde ein neues, vierstöckiges Gebäude eingeweiht, das mit neun Hörsälen und einer Aula ausgestattet war. Es hatte einen Turm mit mehreren Glocken. Knapp 70 Jahre später war es bereits baufällig geworden und wurde 1628 abgebrochen. Fast hundert Jahre verblieb das Gymnasium daraufhin im Konviktgebäude. 1724 wurde der Grundstein für ein neues Schulgebäude gelegt, in dem heute die Studienbibliothek Dillingen eingerichtet ist.
Um 1603/05 wurden unter dem Fürstbischof Heinrich V. von Knöringen (1570–1646) ein neuer Nord- und Mitteltrakt errichtet. Im Nordbau waren die sogenannten Religiosen untergebracht. Diese Zöglinge wurden von Klöstern geschickt, die auch für sie die Kosten übernahmen. Der Mittelbau stand den Alumnen zur Verfügung, deren Unterhalt vom Papst oder dem Bischof finanziert wurde. Die dritte Gruppe der im Konvikt zusammenlebenden Gemeinschaft waren die Säkularen, die meist aus adeligen Familien stammten und die für ihre Ausbildung und Unterbringung selbst aufkamen. Für sie wurde ab 1618 ein neuer Trakt entlang der Straße (heute Kardinal-von-Waldburg-Straße) errichtet. Die Zimmer in diesem Gebäude waren größer und hatten Fenster zur Straße.
Für das Jahr 1582 waren sechzig Adelige und vierzig Religiosen verzeichnet. Die Mehrzahl der Konviktoren, die in den folgenden Jahren auf über 200 anstieg, waren bischöfliche Alumnen.

## Leitung
Der Rektor leitete die gesamte Einrichtung. Er ernannte die Professoren und war zuständig für die Anstellung des Personals. Er wurde wie der Kanzler vom Fürstbischof ernannt und unterstand nur dem Ordensprovinzial. Der Kanzler war der Vertreter des Papstes und des Bischofs und wachte über die „Katholizität“. Für Rechtsstreitigkeiten war der Gubernator zuständig und den Studienpräfekten oblag die Aufsicht über die Schüler und Studenten. Der Zensor verwaltete die Universitätskasse und trieb die Gebühren ein. Dem Konvikt standen ein Regens und ein Subregens vor und jede der drei Abteilungen des Konvikts (für die Alumnen, die Religiosen und die Säkularen) wurden von einem eigenen Präfekten betreut.

## Fürstbischöfliches Gymnasium und fürstbischöfliche Universität

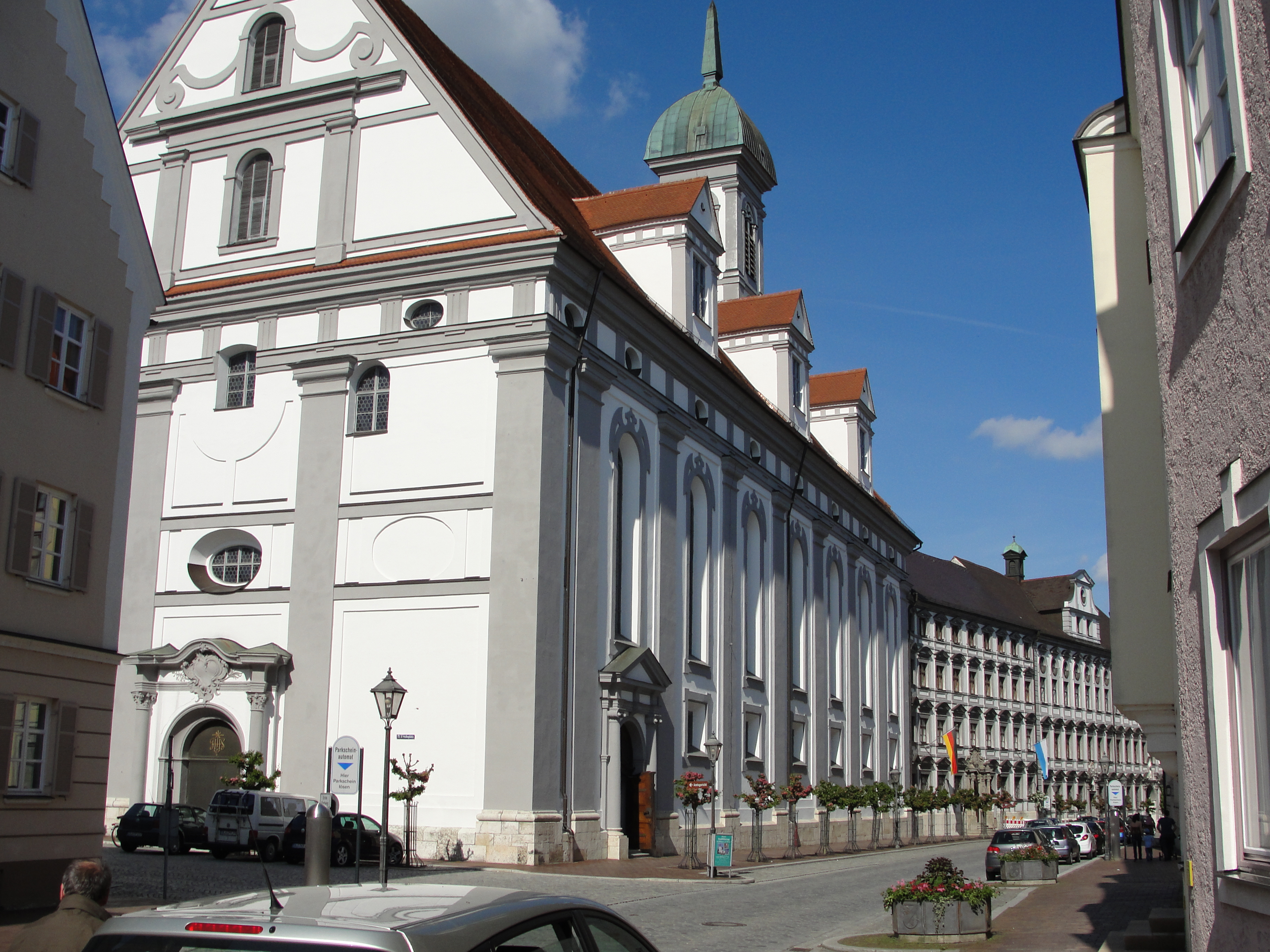
Studienkirche und ehemalige Universität Dillingen

Nach der Aufhebung des Jesuitenordens 1773 übernahm das Hochstift Augsburg die Leitung der Anstalt und weiterhin unterrichteten Geistliche. Die Unterrichtsfächer waren: Religionslehre nach dem Katechismus von Petrus Canisius, Deutsch, Latein, Griechisch, Rhetorik, Geschichte und Arithmetik.
Während von 1773 bis 1789 zwischen 100 und 150 Schülern das Gymnasium besuchten, waren es von 1799 bis 1803, bedingt durch die Wirren der Napoleonischen Kriege, nur noch 60 bis 80 Schüler.

## Königlich-bayrisches Gymnasium und Lyzeum
Nach dem Reichsdeputationshauptschluss 1803 und der Säkularisation endete die Herrschaft des Hochstifts Augsburg und des letzten Fürstbischofs Clemens Wenzeslaus von Sachsen (1739–1812). Bereits am 30. November 1802 nahm Freiherr von Lerchenfeld im Namen des Kurfürsten Maximilian IV., des späteren Königs von Bayern Maximilian I. Joseph, die Stadt Dillingen in Besitz. Die Universität wurde aufgehoben und in ein Lyzeum für die Ausbildung Geistlicher umgewandelt, aus dem 1923 die Philosophisch-Theologische Hochschule Dillingen hervorging. Das Gymnasium blieb bestehen und wurde ab 1806, nach der Erhebung Bayerns zum Königreich durch Napoleon, als königlich-bayerisches Gymnasium weitergeführt.
1823/24 erreichte das Gymnasium mit 561 Schülern seine bis dahin höchste Schülerzahl und schrumpfte 1848 auf 300 Schüler. 1849 endete die Zeit der geistlichen Rektoren, die bis dahin Gymnasium und Lyzeum in Personalunion geleitet hatten. Als neue Unterrichtsfächer wurden Französisch, Stenografie, Physik und Naturkunde, Turn- und Schwimmübungen eingeführt.
In der Mitte des 19. Jahrhunderts erfolgte ein starker Rückgang der Schülerzahl. Während 1852 noch 330 Schüler verzeichnet wurden, besuchten 1859 nur noch 96 Schüler das Gymnasium. Erst durch die Einrichtung eines bischöflichen Knabenseminars stieg die Schülerzahl Ende der 1870er Jahre wieder auf über 300 Schüler an. Um die Jahrhundertwende lag die Schülerzahl zwischen 500 und 550.
1871 wurde ein angrenzendes Gebäude erworben, in dem neben weiteren Klassenzimmern ein Zeichensaal, ein Musik- und Konferenzzimmer und Lehrer- und Schülerbibliothek eingerichtet wurden. Im Schuljahr 1900/1901 wurde eine Turnhalle errichtet und der Sportplatz fertiggestellt.
Ende des 19. Jahrhunderts wurden die ehemalige dreiklassige Lateinschule und das sechsklassige Gymnasium zu einem neunklassigen Humanistischen Gymnasium zusammengeführt. Pflichtfächer waren Deutsch, Latein, Mathematik, Geschichte, Geografie, Naturkunde, Religion, Griechisch, Französisch, Zeichnen, Schönschreiben, Turnen und die Wahlfächer Hebräisch, Englisch, Italienisch, Stenografie, Musik und Schwimmen.
Das Gymnasium besteht unter dem Namen Johann-Michael-Sailer-Gymnasium, den es 1964 erhielt, bis heute fort.

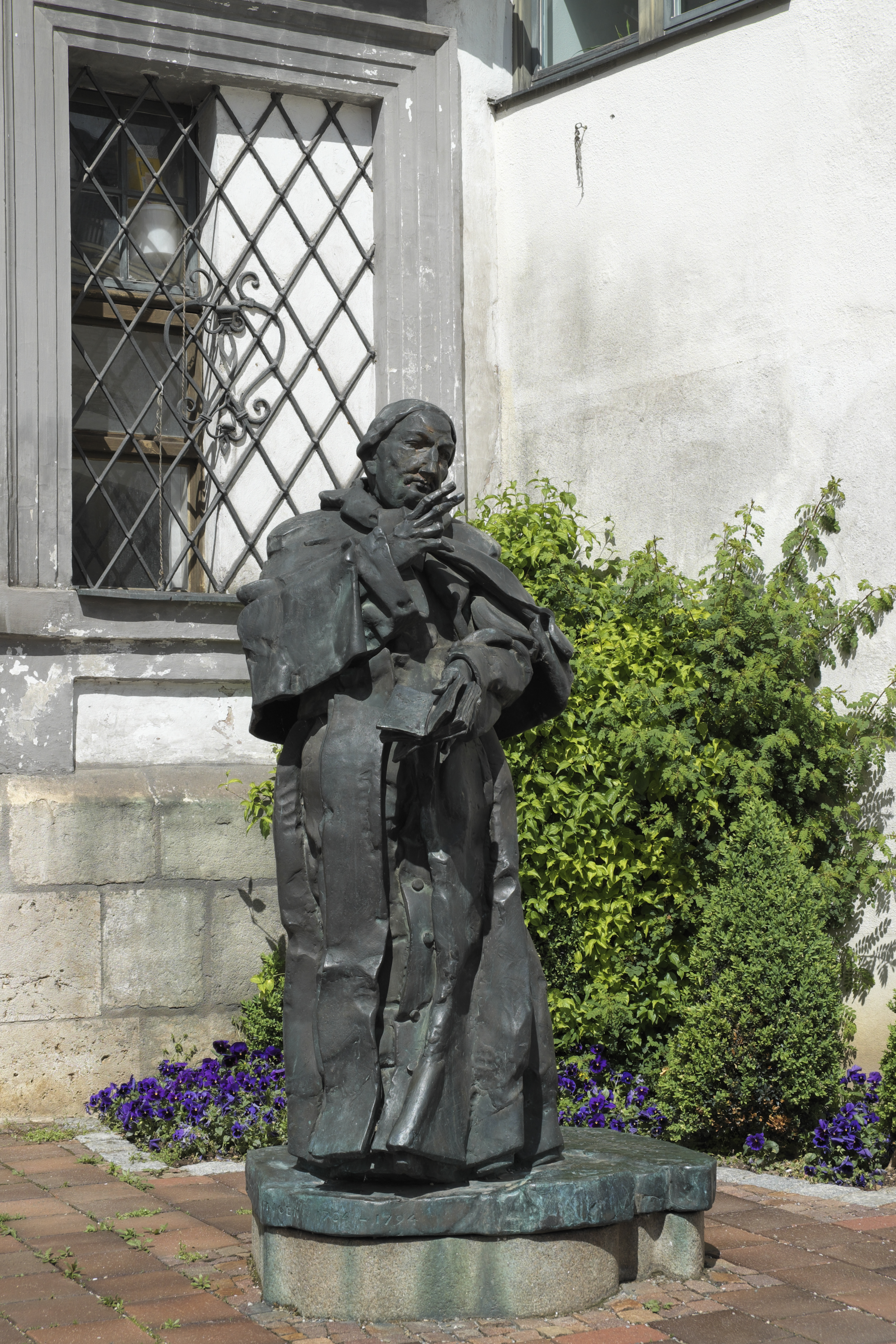
Skulptur von Johann Michael Sailer vor der ehemaligen Universität

## Persönlichkeiten
Die Zeit der Aufklärung prägten Johann Michael Feneberg (1751–1812) und Johann Michael Sailer (1751–1832), der von 1784 bis 1794 als Professor für Moral- und Pastoraltheologie an der fürstbischöflichen Universität Dillingen lehrte. Von 1766 bis 1769 war der Dogmatiker Joseph Mangold Rektor des Kollegs. Mit einer kurzen Unterbrechung war Johann Balthasar Gerhauser von 1800 bis 1824 Regens des Seminars.
1844 trat Sebastian Kneipp (1821–1897) in das Gymnasium in Dillingen ein und studierte von 1848 bis 1850 in Dillingen Theologie.
Auch der spätere Kardinal Walter Brandmüller lehrte dort im Fach Kirchengeschichte.